# Jemah
Jemah is een bestuurslaag in het regentschap Sumedang van de provincie West-Java, Indonesië. Jemah telt 1353 inwoners (volkstelling 2010).